# ریوسوکی هاماگوچی
ریوسوکی هاماگوچی (به ژاپنی: 濱口 竜介)؛ زادهٔ (۱۶ دسامبر ۱۹۷۸) کارگردان و فیلم‌نامه‌نویس ژاپنی است. وی زادهٔ شهر کاناگاوا است. او در هفتاد و چهارمین جشنواره فیلم کن برنده جایزه بهترین فیلم‌نامه برای فیلم ماشینم را بران در بخش اصلی شد. همچنین او برای همین فیلم در نود و چهارمین دوره جوایز اسکار برنده جایزه اسکار بهترین فیلم بین‌المللی شد.

## فیلم‌شناسی
| سال  | عنوان فیلم                    | جوایز | یادداشت                                              |
| ۲۰۰۷ | سولاریس                       | |                                                      |
| ۲۰۰۸ | شور                           | |                                                      |
| ۲۰۱۰ | اعماق                         | |                                                      |
| ۲۰۱۱ | صدای امواج                    | | مستند                                                |
| ۲۰۱۲ | صمیمیت‌ها                      | | پروژه فارغ التحصلیی هاماگوچی                         |
| ۲۰۱۳ | صداهایی از امواج - کسنوما     | | مستند - به بازماندگان سونامی ژاپن می‌پردازد           |
| ۲۰۱۳ | صداهایی از امواج - شینچی-ماچی | | مستند - به بازماندگان سونامی ژاپن می‌پردازد           |
| ۲۰۱۳ | داستان‌گوها                    | | مستند - بخشی از سه‌گانه مستند صدای امواج              |
| ۲۰۱۵ | ساعت خوش                      | - برنده جایزه بهترین بازیگر زن از جشنواره لوکارنو |                                                      |
| ۲۰۱۶ | بهشت همچنان دور است           | | کوتاه                                                |
| ۲۰۱۸ | آساکو ۱ و ۲                   | - نامزد دریافت نخل طلا از جشنواره کن | بر اساس رمانی از توموکا شیباساکی                     |
| ۲۰۲۰ | همسر یک جاسوس                 | | فیلمنامه‌نویس                                         |
| ۲۰۲۱ | چرخ بخت و فانتزی              | - برنده خرس نقره‌ای از جشنواره فیلم برلین |                                                      |
| ۲۰۲۱ | ماشینم را بران                | - برنده بهترین فیلمنامه از جشنواره کن - برنده بهترین فیلم خارجی گلدن گلوب - برنده بهترین فیلم خارجی جوایز بفتا - نامزد بهترین کارگردانی جوایز بفتا - نامزد بهترین فیلمنامه جوایز بفتا - نامزد اسکار بهترین فیلم - نامزد اسکار بهترین کارگردانی - نامزد اسکار بهترین فیلمنامه اقتباسی - برنده اسکار بهترین فیلم خارجی - برنده اصلی جوایز آسیا و پاسیفیک ۲۰۲۳ | بر اساس داستان کوتاهی از هاروکی موراکامی به همین نام |
| ۲۰۲۳ | شیطان وجود ندارد              | - حضور در بخش مسابقه جشنواره ونیز ۲۰۲۳ |                                                      |

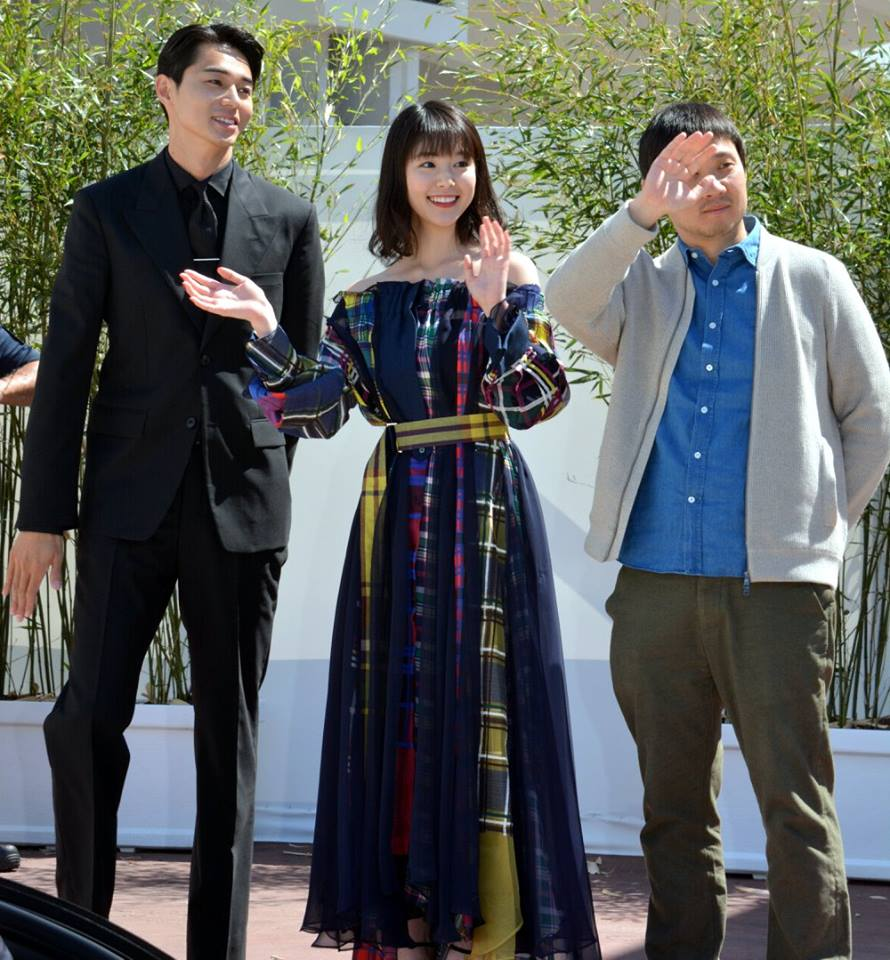
هاماگوچی (سمت راست) همراه با بازیگرهای اصلی فیلم آساکو ۱ و ۲ در جشنواره کن